# Лидеры эскадренных миноносцев проекта 38
«Лидеры эсминцев проекта 38» — проект (тип) советских лидеров эскадренных миноносцев, типа «Ленинград», 2-й серии, построенных в середине 1930-х годов для советского Военно-Морского Флота. В 1934—1940 гг. на советских верфях было построено 3 лидера этого типа: «Минск», «Баку» и «Тбилиси»). Лидеры данного проекта принимали участие в боях в составе  Балтийского и Северного флотов ВМФ СССР в годы Великой Отечественной войны.